# Igreja de Nossa Senhora do Rosário (Goiana)
A Paróquia de Nossa Senhora do Rosário é está localizada no município de Goiana, Pernambuco. Foi fundada pelo Bispo do Brasil, Dom Frei Antonio Barreiros, provavelmente quando de sua visita pastoral à capitania de Itamaracá no ano de 1568, a quem pertencia, então, a povoação de Goiana. Consta no livro Razão do Estado de Brasil, que, em 1612, Itamaracá contava com duas freguesias: uma na própria ilha, Nossa Senhora da Conceição de Vila Velha, e outra em Goiana. A Paróquia é considerada patrimônio histórico nacional pelo IPHAN desde 1938.

## História
A Paróquia, situada no interior da capitania de Itamaracá, gozava de grande importância pelo fato de atender às missões juntos aos indígenas dos seus arredores. Na relação dos seus titulares, vamos encontrar em 1627 o padre Martins Álvares, que naquele ano solicita ao rei de Portugal a não renovação da provisão do seu coadjutor, “pois julga poder atender sozinho a sua freguesia”. Em 1646, foi apresentado como vigário o padre Domingos Vieira de Lima, natural de Braga, com estudos na Bahia, sendo sucedido pelo padre Estevão Ribeiro da Silveira, que teve sua apresentação em 7 de março de 1656, tendo um papel destacado junto às missões indígenas, pelos fins do século XVII, a paróquia, que se estendia por oito léguas, contava 600 fogos, 15 capelas e nove irmandades. Há um vigário, um coadjutor e mais 13 sacerdotes, além de um convento de carmelitas observantes, com 16 religiosos.
Pouco se sabe dos primórdios da construção do antigo templo, tão-só que, em 1705 o vigário João Batista concluiu as obras de sua reconstrução iniciadas pelo seu antecessor, Estevão Ribeiro da Silveira, em terreno doado por Isabel Pinto, Beatriz Mendes e Feliciana Guedes. A paróquia é a Matriz de Goiana, e Nossa Senhora do Rosário a padroeira da cidade.